# Haltérophilie aux Jeux olympiques d'été de 1968
Navigation
Tokyo 1964 Munich 1972
Résultats des épreuves d'haltérophilie dans le cadre des Jeux olympiques d'été de 1968 à Mexico. Sept épreuves furent disputées.

## Tableau des médailles
| Rang  | Pays             | Médaille d'or | Médaille d'argent | Médaille de bronze | Total |
| 1     | Union soviétique | 3             | 3                 | 0                  | 6     |
| 2     | Japon            | 1             | 1                 | 1                  | 3     |
| 3     | Iran             | 1             | 1                 | 0                  | 2     |
| 4     | Pologne          | 1             | 0                 | 4                  | 5     |
| 5     | Finlande         | 1             | 0                 | 0                  | 1     |
| 6     | Hongrie          | 0             | 1                 | 1                  | 2     |
| 7     | Belgique         | 0             | 1                 | 0                  | 1     |
| 8     | États-Unis       | 0             | 0                 | 1                  | 1     |
| Total | Total            | 7             | 7                 | 7                  | 21    |

## Résultats
| Catégorie      | Or                                  | Argent                            | Bronze                   |
| Moins de 56 kg | Mohammad Nassiri Iran               | Imre Földi Hongrie                | Henryk Trębicki Pologne  |
| 56-60 kg       | Yoshinobu Miyake Japon              | Dito Shanidze Union soviétique    | Yoshiyuki Miyake Japon   |
| 60-67,5 kg     | Waldemar Baszanowski Pologne        | Parviz Jalayer Iran               | Marian Zieliński Pologne |
| 67,5-75 kg     | Viktor Kurentsov Union soviétique   | Masashi Ohuchi Japon              | Károly Bakos Hongrie     |
| 75-82,5 kg     | Boris Selitsky Union soviétique     | Vladimir Belyaev Union soviétique | Norbert Ozimek Pologne   |
| 82,5-90 kg     | Kaarlo Kangasniemi Finlande         | Jaan Talts Union soviétique       | Marek Gołąb Pologne      |
| Plus de 90 kg  | Leonid Zhabotinsky Union soviétique | Serge Reding Belgique             | Joseph Dube États-Unis   |